# W.I.T.C.H. (série animada)
W.I.T.C.H. é uma série de animação franco-americana de ação, aventura e fantasia, baseada numa série de histórias em quadrinhos italiana de mesmo nome. Assim como o original, o desenho animado conta a história de cinco meninas: Will, Irma, Taranee, Cornélia e Hay Lin que ganharam poderes mágicos e se tornaram as "Guardians of the Veil" (Guardiãs do Véu).
A primeira temporada consiste em 26 episódios, e a segunda foi terminada pela SIP Animation em setembro de 2006. A produção de uma terceira temporada ainda não foi decidida pela Disney. A primeira temporada estreou em 15 de Junho de 2005 pelo Jetix e em 13 de Setembro de 2010 pelo Disney Channel.
A série segue o estilo visual da animação japonesa, sendo considerado um Murikanime.
A série foi ao ar no Brasil pelo extinto canal Jetix, mas também teve sua primeira e segunda temporadas exibidas pela Rede Globo, sendo que a primeira temporada foi exibida entre novembro de 2006 e abril de 2007 na TV Xuxa e a segunda na TV Globinho em 2008. Em Portugal foi exibida pela SIC e   pelo Disney Channel.
Foram lançados DVDs na Europa, Austrália e Brasil, atualmente com 6 volumes, cada um contendo episódios da primeira temporada. Cada volume vem com duas cartas trazendo um das garotas W.I.T.C.H.. Os DVDs juntos somam a temporada completa.

## Enredo
As Guardiãs devem salvar Meridiano do malvado feiticeiro Phobos e Cedric, que estão à procura da irmã de Phobos, Elion , a princesa perdida do Meridiano e verdadeira herdeira do trono. Mais tarde, eles encontram-na e as Guardiãs, em seguida, precisam trabalhar em conjunto para a salvar de Phobos. Quando a cidade do Meridiano é libertada do mal e a legítima herdeira assume o trono, uma nova feiticeira misteriosa chamada Nerissa liberta os principais capangas de Phobos e após uma reforma os nomeia como os Cavaleiros da Vingança. Uma vez que as Guardiãs descobrem mais sobre a feiticeira e seu plano maligno de reunir as antigas Guardiãs, elas são capazes de derrotar os Cavaleiros da Vingança, mas logo precisam lidar com inimigos mais poderosos como os Cavaleiros da Destruição, além das antigas Guardiãs atacá-las. 
O principal aliado das Guardiãs é a avó de Hay Lin, Yan Lin, que precedentemente também era uma guardiã, e aquela que ensinou as meninas sobre seu destino mágico. Elas também são ajudadas por Caleb, um soldado heróico do Meridiano, líder da rebelião contra Phobos, e Blunk, uma criatura goblin com características físicas semelhante a um sapo (conhecido como um Passling), que leva as coisas do mundo humano para Meridiano (e vice-versa), humoristicamente confundindo objetos do cotidiano com outras coisas ou itens de valor. Matt, o namorado de Will, acidentalmente aprende sobre o Meridiano e quando ele vê os problemas que estão acontecendo, ele treina para se tornar um guerreiro para ajudá-las. Elas também são ajudados pelo Oráculo, líder do Universo em Kandrakar, que foi quem escolheu as Guardiãs.

## Personagens

### Protagonistas
Will Vandom é a líder das Guardiãs do Véu e a proprietária do Coração de Kandrakar. Will se muda para Heatherfield com sua mãe no início da série. Ela é uma garota um pouco fechada, sensata, vive preocupada com tudo, mas é uma ótima companheira. Originalmente os poderes de Will estão limitados a ativar a transformação em forma de Guardiãs e abrir ou selar portais. No entanto, na segunda temporada, Will ganha plenamente a sua própria capacidade elementar da Quintessência, o quinto elemento, que concede habilidades eletrocinéticas. Além disso, Will é capaz de se comunicar com aparelhos eletrônicos. Seu único interesse amoroso e seu namorado em toda a série é Matt Olsen. Ela adora sapos, tem uma coleção com mais de 50 peças como bichos de pelúcia, cadernos, bolsas, colchas, estojos, tapetes e cortinas.
Irma Lair é a Guardiã da Água cuja capacidade lhe permite controlar e manipular a água, e na segunda temporada, o poder de controle mental e mudança de cor de tecidos. Irma atua como alívio cômico da série, proporcionando o diálogo e comentários espirituosos, que é muitas vezes uma fonte de irritação para por a pouca paciência de Cornélia a prova. Irma é apontada como a gerente da estação de estação de rádio de Sheffield Institute. Ao contrário das outras Guardiãs, Irma não tem um namorado, apesar de sua afeição por Andrew Hornby e a atenção não correspondida de Martin Tubbs.
Taranee Cook é a Guardiã do Fogo, capaz de criar e manipular fogo, e na segunda temporada, ela tem a capacidade de se comunicar telepaticamente com as outras Guardiãs. Taranee é dedicada a seu trabalho escolar, e muitas vezes usa seu intelecto para derrotar os inimigos. O namorado dela é Nigel Ashcroft, cujo círculo social inicialmente provoca desconfiança pelos pais de Taranee.
Cornélia Hale é a Guardiã da Terra concedendo-lhe a capacidade de controlar a terra e plantas e, na segunda temporada, ela ganha o poder de telecinese. Cornélia tem um jeito mandão, gosta de explicações lógicas e não aceita ordens de outras pessoas. É uma garota esnobe, vaidosa e arrogante, que gosta de estar sempre bem vestida, e é muitas vezes uma frustração para Will. Mas elas começam a se aproximar, eventualmente, ao longo da série. Ela é a melhor amiga de Elyon Brown, que mais tarde foi descoberta como sendo a princesa perdida de Meridian. Cornélia torna-se romanticamente envolvida com Caleb. Seus deveres em Meridian mais tarde causar uma intriga em seu relacionamento. Sua grande paixão é a patinação no gelo.
Hay Lin é a Guardiã do Ar, o que lhe permite controlar o ar, e também tornar-se invisível na segunda temporada. Sua avó paterna, Yan Lin, era a guardião anterior do Ar e introduziu as novas Guardiãs para os papéis que deveriam exercer. Hay Lin é de ascendência chinesa e seus pais possuem o The Silver Dragon, um restaurante chinês, onde Hay Lin trabalha a tempo parcial. Hay Lin gosta de arte e é sincera, sonhadora, um espírito livre. Fã de ficção científica, gostaria de conhecer um alienígena. Vive escrevendo nas mãos e desenha suas próprias roupas. Apesar de sua aversão original com namoro, Hay Lin se apaixona por Eric Lyndon que eventualmente torna-se seu namorado.

### Recorrentes
- Caleb é o líder da rebelião contra Phobos. É um dos personagens recorrentes da série, ao contrario da revista. É o namorado de Cornélia e filho de Nerissa e Julian.

- Elyon Brown é a verdadeira herdeira do trono de Meridian. É filha da rainha Uyra e de um camponês. Elyon é a melhor amiga de Cornélia. Morava na Terra com seus pais adotivos, que faziam de tudo para ela levar uma vida normal (os dois eram Aldorn e Miriadel, guardas da princesa). Porém, quando descobre que é a princesa de Meridian e que tem um irmão fica revoltada com as Guardiãs, que sabiam de tudo mas nunca contaram a ela, achando assim que são suas inimigas. O seu poder é o mais forte de todos, até mais do que o New Power das W.I.T.C.H. (Elyon controla a matéria, ou seja, controla absolutamente tudo), mas como ainda sente amizade por elas, não as matou. Elyon passa a série inteira sendo enganada por Phobos e Cedric, mas no final tudo é esclarecido e Elyon descobre que a beleza que via em Meredian não passava de um feitiço do seu irmão. A princesa vê que errou, perdoa as Guardiãs e tudo fica certo. Elas unem seus poderes e conseguem aprisionar Phobos e seus capangas. Na segunda temporada, Elyon é aprisionada na joia da coroa da rainha Uyra, que agora pertence a Nerissa mas, junto com as antigas Guardiãs consegue escapar dessa "prisão".

- Blunk é um personagem que foi criado especialmente para o desenho animado. Ele é uma criatura chamada Passling. As Guardiãs salvam essa criatura quando libertam Caleb da prisão de Phobos. Blunk tem a habilidade de detectar falhas na muralha que separa Meridian da Terra e também sente o cheiro das coisas de longe. Para sobreviver vende lixo de um mundo para o outro, pois Blunk já vive em montes de lixo espalhados por Heatherfield.

- Matt: Garoto de 14 anos gosta de Will mesmo sem compreende-la. Toca em uma banda e ouve as W.I.T.C.H. falando do coração perdido,Matt não entende então segue elas e acaba entrando no portal,descobrindo o segredo das W.I.T.H. .Na 2ª temporada também é o namorado de Will e por algum tempo é capturado por Nerissa e transformado em Shagan.

- Eric: Tem 14 anos que gosta de Hay Lin. Ele só aparece na 2ª temporada e é neto de um astrônomo. O casal se conheçe na cidade, durante as férias. Eric também sabe falar japonês como Hay Lin, esta que vai se tornando diferente após conhecê-lô.

- Peter: É o irmão mais velho da Taranee e que gostou da Cornélia. E é apaixonado por esportes, e é bom nisso.

- Martin: Martin gosta muito da Irma e acha que ela também gosta dele, Martin é bom em aparelhos eletrônicos.

- Yan Lin: Avó da Hay Lin que explica sobre os poderes das Guardiãs, entrega o Coração de Kandrakar para a Will e lhes dá o mapa dos portais, tem um resturante de comida chinesa.

- Nigel:Guitarrista da banda do Matt, por isso aparece na 1º temporada quase como um figurante. Na 2ºtemporada é namorado da Taranee, no começo, a mãe da Taraneenão confiava em Nigel de jeito nenhum, mas depois que ele ajuda o dono do restaurante se livrar dos ladrões ela percebe que Nigel não era do jeito que ela pensava.

- C.H.Y.K.N.: As antigas guardiãs: Cassidy (água), Yan Lin (ar), Kadma (Terra), Halinor (fogo), Nerissa (quinto elemento), o restante das guardiãs é mais focado na 2º temporada, hipnotizadas por Nerissa, e depois conseguem se libertar do feitiço.

## Vilões
- Príncipe Phobos: Irmão mais velho de Elyon, é um verdadeiro homem do mal. Tenta matar Elyon para que assim fique com o trono de Meridian. Finge ser bom na frente de Elyon mais é um verdadeiro tirano; Depois de ser derrotado e preso consegue escapar uma vez, mas tudo fazia parte do plano de Nerissa para conseguir o coração de Meridian, é preso novamente no mesmo episódio, mas posteriormente as guardiãs o libertam pois só um herdeiro do coração de Meridian poderia toma-lo sem que fosse entregue pelo possuidor(Nerissa).

- Lord Cedric: O líder das tropas de Phobos tem uma dupla personalidade. Pode virar humano e também pode virar um lagarto Gigante. Na primeira temporada se disfarça de dono de uma livraria para descobrir quem é a verdadeira herdeira do trono de Meridian para depois poder destruí-la. No final da primeira temporada, Lord Cedric é derrotado junto de Phobos e acaba sendo aprisionado numa aparência de Lagarto pequeno e inofensivo.

- Nerissa: Antiga Guardiã do Coração de Kandrakar, ficou cega pelo poder destruindo assim sua amiga Guardiã Cassidy. Foi pega pelo Oráculo que a aprisionou em uma caverna em uma montanha até que os cinco elementos se juntem de novo. Tem o poder da 5º Elemento. É mãe de Caleb.

- Miranda: Finge ser amiga de Elyon mas é na verdade uma aranha muito malvada. Trabalhava para Phobos mais depois de sua derrota passou sua lealdade a Nerissa.

- Monstro de areia: Criado por Nerissa para destruir as Guardiãs. Pode se transformar em paredes.

- Os Aniquiladores : Também criados por Nerissa são forjados no fogo por isso não podem ser destruidos por outro elemento a não ser a 5ª Essência que está presente agora em Will.

## Episódios

### Primeira temporada
| Episódio | Título Original               | Título no Brasil                    | Título em Portugal        |
| -------- | ----------------------------- | ----------------------------------- | ------------------------- |
| 01x01    | It Begins                     | O Começo                            | E Assim Começa            |
| 01x02    | It Resumes                    | A continuação                       | O Encontro                |
| 01x03    | The Key                       | A Chave                             | A Chave                   |
| 01x04    | Happy Birthday,Will           | Feliz Aniversário Will              | Parabéns Will             |
| 01x05    | A Service to the Community    | Um Serviço para a Comunidade        | Ao Serviço da Comunidade  |
| 01x06    | The Labirinth                 | O Labirinto                         | O Labirinto               |
| 01x07    | Divide and Conquer            | Dividir e Conquistar                | Dividir e Conquistar      |
| 01x08    | Ambush at Torus Filney        | Emboscada em Torus Filney           | A Emboscada               |
| 01x09    | Return of the Tracker         | A volta do rastreador               | O Regresso do Tracker     |
| 01x10    | Framed                        | Emoldurados                         | O Quadro                  |
| 01x11    | The Stone of Threbe           | A pedra de Threbe                   | A Estrela do Threbe       |
| 01x12    | The Princess Revealed         | A princesa revelada                 | A Princesa                |
| 01x13    | Stop the Presses              | Parem as máquinas                   | O Jornal                  |
| 01x14    | Parents' Night                | A Noite de Pais                     | A Noite dos Pais          |
| 01x15    | The Mudslugs                  | As Lesmas da Lama                   | As Lesmas                 |
| 01x16    | Trance Marchers               | Venha por aqui                      | O Livro dos Segredos      |
| 01x17    | Ghosts of Elyon               | Fantasmas de Elyon                  | Os Fantasmas da Elyon     |
| 01x18    | The Mogriffs                  | Os Mogriffs                         | Os Marchadores Hipnóticos |
| 01x19    | The Underwater Mines          | As minas submersas                  | As Minas Subaquáticas     |
| 01x20    | The Seal of Phobos            | O selo de Phobos                    | O Amuleto de Phobos       |
| 01x21    | Escape From Cavigor           | Fuga de Cavigor                     | A Prisão de Cavigor       |
| 01x22    | Caleb's Challenge             | O Desafio de Caleb                  | O Desafio do Caleb        |
| 01x23    | The Battle of Meridian Plains | A batalha nas planícies de Meridian | O Combate do Meridiano    |
| 01x24    | The Rebel Rescue              | O Resgate Rebelde                   | O Resgate                 |
| 01x25    | The Stolen Heart              | O Coração Roubado                   | O Coração Roubado         |
| 01x26    | The Final Battle              | A Batalha Final                     | A Batalha Final           |

### Segunda Temporada
| Episódio | Título Original     | Título no Brasil | Título em Portugal |
| -------- | ------------------- | ---------------- | ------------------ |
| 02x01    | A is for Anonymous  | Anônima          | A de Anónimo       |
| 02x02    | B is for Betrayal   | Vingança         | Traição            |
| 02x03    | C is for Changes    | Mudanças         | Mudanças           |
| 02x04    | D is for Dangerous  | Perigo           | Perigos            |
| 02x05    | E is for Enemy      | Inimigo          | Inimigos           |
| 02x06    | F is for Facades    | Fechada          | Fachada            |
| 02x07    | G is for Garbage    | Lixo             | O Lixo             |
| 02x08    | H is for Hunted     | Perseguição      | Perseguição        |
| 02x09    | I is for Illusion   | Ilusão           | Ilusão             |
| 02x10    | J is for Jewel      | Jóia             | A Jóia             |
| 02x11    | K is for Knowledge  | Conhecimento     | Conhecimento       |
| 02x12    | L is for Loser      | Perdedor         | Perda              |
| 02x13    | M is for Mercy      | Perdão           | Misericórdia       |
| 02x14    | N is for Narcissist | Narcisista       | O Narcisismo       |
| 02x15    | O is for Obedience  | Obediência       | Obediência         |
| 02x16    | P is for Protectors | Protetoras       | Proteção           |
| 02x17    | Q is for Quarry     | Pedra            | Dois Corações      |
| 02x18    | R is for Relentless | Implacável       | Resistência        |
| 02x19    | S is for Self       | Próprio          | Solidão            |
| 02x20    | T is for Trauma     | T de Trauma      | Trauma             |
| 02x21    | U is for Undivided  | Inseparáveis     | União              |
| 02x22    | V is for Victory    | V de Vitória     | Vitória            |
| 02x23    | W is for Witch      | W de W.I.T.C.H   | Dia das Bruxas     |
| 02x24    | X is for Xanadu     | Xanadu           | Xanadu             |
| 02x25    | Y is for Yield      | Dar              | Entrega            |
| 02x26    | Z is for Zenith     | Zenith           | Mega-Força         |

### Livros
- O Poder das Cinco (Elizabeth Lenhard)
- Desaparecimento (Elizabeth Lenhard)
- Finding Meridian (Elizabeth Lenhard)
- O Fogo da Amizade (Elizabeth Lenhard)
- A última lágrima (Elizabeth Lenhard)
- Ilusões e mentiras (Elizabeth Lenhard)
- A Luz de Meridian (Elizabeth Lenhard)
- Out of the Dark (Alice Alfonsi)
- The Four Dragons (Elizabeth Lenhard)
- A Bridge Between Worlds (Alice Alfonsi)
- The Crown of Light (Elizabeth Lenhard)
- O retorno de uma rainha (Elizabeth Lenhard)
- Um caminho diferente (Elizabeth Lenhard)
- Worlds Apart (Alice Alfonsi)
- A Coragem de Escolher (Alice Alfonsi)
- Path of Revenge (Alice Alfonsi)
- The Darkest Dream (Alice Alfonsi)
- Espero manter (Alice Alfonsi)
- A outra verdade (Alice Alfonsi)
- Whispers of Doubt (Alice Alfonsi)
- Um coração enfraquecido (Alice Alfonsi)
- A escolha é feita (Alice Alfonsi)
- Farewell to Love (Alice Alfonsi)
- Trust Your Heart (Alice Alfonsi)
- Enchanted Waters (Alice Alfonsi)
- Friends Forever (Alice Alfonsi)